# 産業経営学科
産業経営学科（さんぎょうけいえいがっか、英：Department of Industrial Management）は、日本の大学に設置されている学科。

## 現存する産業経営学科

### 「産業経営学科」の学科名の学科
- 九州産業大学経営学部産業経営学科
- 日本大学経済学部産業経営学科
- 琉球大学観光産業科学部産業経営学科

### 「産業経営」を学類名に含む学類
- 姫路獨協大学人間社会学群産業経営学類

### 「産業経営」を大学名に含む大学
- 宮崎産業経営大学

### 「産業経営」を専攻名に含む大学院の専攻
- 東京農業大学大学院生物産業学研究科産業経営学専攻
- 名古屋大学大学院経済学研究科産業経営システム専攻

### 「産業経営」を研究所名に含む大学の研究所
- 岡山大学産業経営研究会
- 九州産業大学産業経営研究所
- 熊本学園大学付属産業経営研究所
- 札幌大学経営学部附属産業経営研究所
- 日本大学経済学部産業経営研究所
- 立正大学産業経営研究所
- 早稲田大学産業経営研究所

## 過去に存在した産業経営学科

### 「産業経営学科」の学科名の学科
- 岡山商科大学商学部産業経営学科
- 香川大学経済学部産業経営学科
- 岐阜経済大学経済学部産業経営学科→岐阜経済大学経営学部産業経営学科
- 高松大学経営学部産業経営学科
- 名古屋商科大学商学部産業経営学科
- 長岡大学産業経営学部産業経営学科
- 明治大学商学部産業経営学科

### 「産業経営」を学科名に含む学科
- 東京農業大学生物産業学部地域産業経営学科 - 2018年(平成30年)4月に自然資源経営学科に改称

### 「産業経営」を学部名に含む学部
- 長岡大学産業経営学部

### 「産業経営」を研究所名に含む大学の研究所
- 一橋大学産業経営研究所 - 1997年(平成9年)4月にイノベーション研究センターに改組